# Сері Маха Індеравангса
Сері Маха Індеравангса (III або IV ст.) — раджа держави Лангкасука.

## Життєпис
Належав до Першої династії. Згідно «Хікаят Меронг Магавангса» (Кедахських анналах) був онуком засновника держави Меронг Махавангси. Втім дослідники вважають, що Сері Маха Індеравангса належав до 4 або 5 покоління володарів.
Більшість відомостей про нього спонено легенд. Був затятим індуїстом і тиранічним правителем. Для простих людей був відомий під ім'я Раджа Берсіонг, оскільки він любить пити людську кров. Сері Маха Індеравангса утік у ліси біля гори Джерай, де загинув під час нападу війська міністрів, що посадили на трон його сина Пхра Онг Махапудісата.
Тут відображено ймовірноо протистояння між індуїстами та буддистами. Згадка про вживання крові можливо свідчить про намагання впровадити раджою якогось ритуалу із жертвоприношенням або кровопусканням, що протирічало буддистським переконанням. Тому відбулося повстання, яке змусило Сері Маха Індеравангсу втекти зі столиці, а потім зазнали поразки у битві та загинути. Напевне з цього часу починається наступ буддизму.
Стосовно періоду панування є лише здогадки: це III або IV ст., коли відбувається послаблення Лангкасуки внаслідок протистояння з Пхномом. Також існує версія, що тут відбилася боротьба з Рактамарітікою початку V ст.